# 셸리 야치모비치

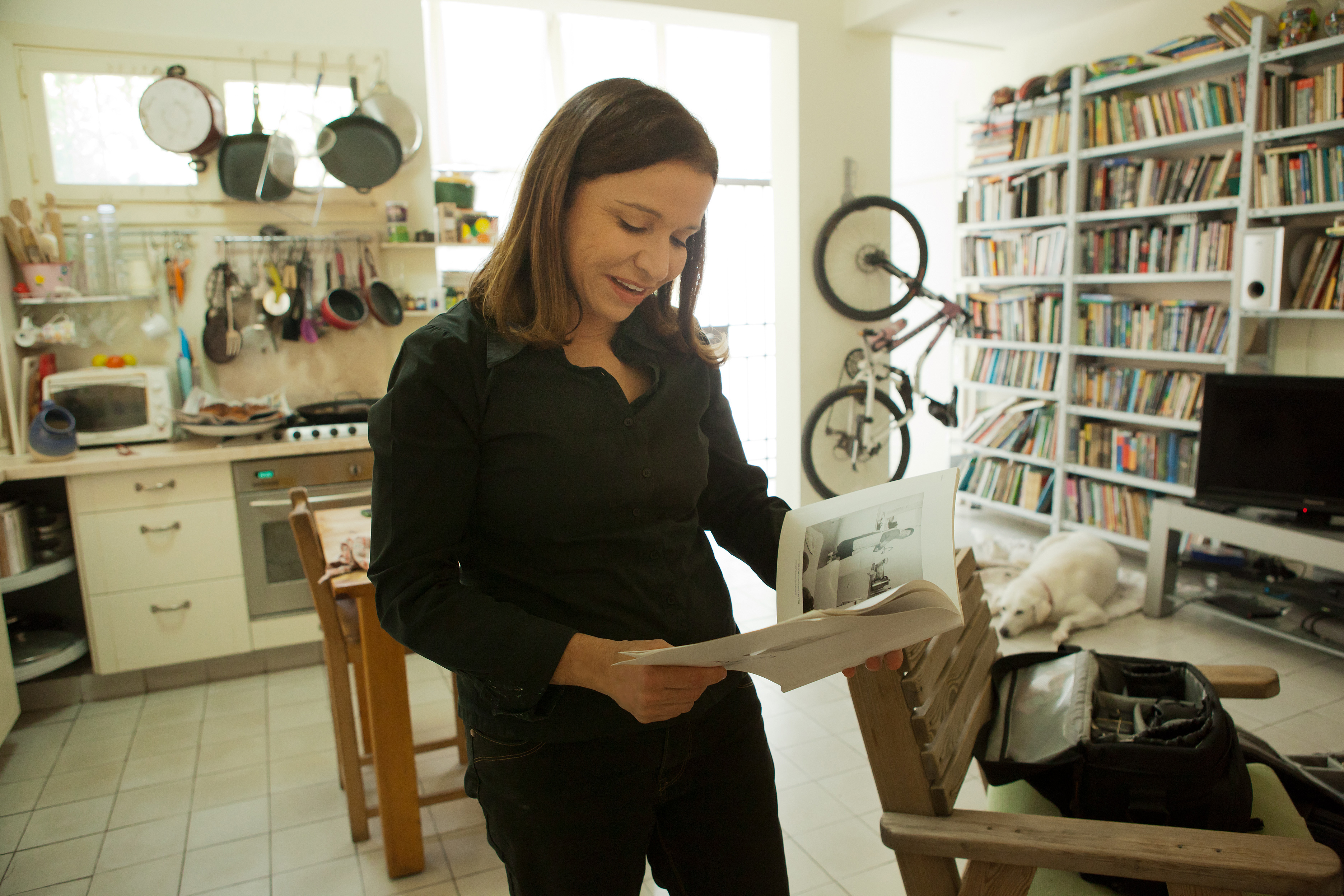

셸리 레이첼 야치모비치(히브리어: שלי רחל יחימוביץ׳, 1960년 3월 28일 ~ )는 이스라엘의 정치인으로 야권대표를 세 번 역임했으며, 외교국방위원회 소속이었다. 2011년부터 2013년까지 노동당의 대표였으며, 정계 입문 전에는 언론인, 작가, TV 및 라디오 평론가로 활동했다.

## 어린 시절
야치모비치는 크파르 사바에서 태어났다. 부친 모셰는 공사현장 인부였으며, 모친 한나는 교사였다. 부모 둘 다 홀로코스트 생존자로 폴란드에서 이스라엘로 이주했다. 젊은 시절부터 정계에 관심을 갖기 시작했으며, 15세 때 교장의 리더십을 비판하는 포스터를 게재했다는 이유로 라아나나의 오스트로프스키 고등학교에서 퇴학당했다. 1978년 징집되었으며, 1985년 네게브 벤구리온 대학교에서 행동과학 학위를 수여 받았다.